# Yami Gautam
Yami Gautam (Bilaspur, 28 november 1988) is een Indiaas actrice die voornamelijk in Hindi films speelt.

## Biografie
Gautams vader Mukesh Gautam is een Punjabi filmregisseur, en haar zusje Surilie Gautam een Punjabi actrice. Ondanks haar band met de filmindustrie had ze niet gedacht zelf ooit voor de camera te staan: ze was een studiebol, introvert en droeg een beugel. Zaken veranderden toen haar oom foto's van haar aan een producent gaf van een televisieserie. Ze was tussen 2008 en 2010 in verschillende series te zien.  
Tijdens een logeerpartij met vriendinnen had ze eens geroepen: "als ik ooit een film maak kijk ik die als eerste samen met jullie in de bioscoop". En die dag kwam in 2012 toen ze haar debuut maakte in Bollywood met Vicky Donor, die keek ze samen met haar vriendinnen in een bioscoop in Chandigarh, de stad waarin ze is opgegroeid.

## Filmografie
| Jaar | Film                           | Rol                            | Opmerking           |
| ---- | ------------------------------ | ------------------------------ | ------------------- |
| 2009 | Ullasa Utsaha                  | Mahalakshmi                    | Kannada film        |
| 2011 | Ek Noor                        | Rabiha                         | Punjabi film        |
| 2011 | Nuvvila                        | Archana                        | Telugu film         |
| 2012 | Vicky Donor                    | Ashima Roy                     |                     |
| 2012 | Hero                           | Gauri Menon                    | Malayalam film      |
| 2013 | Gouravam                       | Yazhini                        | Tamil film          |
| 2013 | Gouravam                       | Yamini                         | Telugu film         |
| 2013 | Yuddham                        | Madhumita                      | Telugu film         |
| 2014 | Total Siyapaa                  | Asha                           |                     |
| 2014 | Action Jackson                 | Anusha                         |                     |
| 2015 | Badlapur                       | Misha Verma                    |                     |
| 2015 | Courier Boy Kalyan             | Kavya                          | Telugu film         |
| 2016 | Sanam Re                       | Shruti                         |                     |
| 2016 | Junooniyat                     | Suhani Kapoor                  |                     |
| 2016 | Tamilselvanum Thaniyar Anjalum | Kavya                          | Tamil film          |
| 2017 | Kaabil                         | Supriya Bhatnagar              |                     |
| 2017 | Sarkar 3                       | Annu Karkare                   | Hindi/ Marathi film |
| 2018 | Batti Gul Meter Chalu          | Advocaat Gulnaar Rizvi         |                     |
| 2019 | Uri: The Surgical Strike       | Pallavi Sharma/Jasmine Almeida |                     |
| 2019 | Bala                           | Pari                           |                     |
| 2020 | Ginny Weds Sunny               | Ginny                          |                     |
| 2021 | Bhoot Police                   | Maya Kulbhushan                |                     |
| 2021 | Shava Ni Girdhari Lal          | Mannat                         | Punjabi film        |
| 2022 | A Thursday                     | Naina Jaiswal                  |                     |
| 2022 | Dasvi                          | Jyoti Deswal                   |                     |
| 2023 | Lost                           | Vidhi Sahani                   |                     |
| 2023 | Chor Nikal Ke Bhaga            | Neha Grover                    |                     |
| 2023 | OMG 2                          | Kamini Maheshwari              |                     |
| 2024 | Article 370                    | Zooni Haksar                   |                     |
| 2025 | Dhoom Dhaam                    | Koyal Chadda                   |                     |